# ICOTNICOT

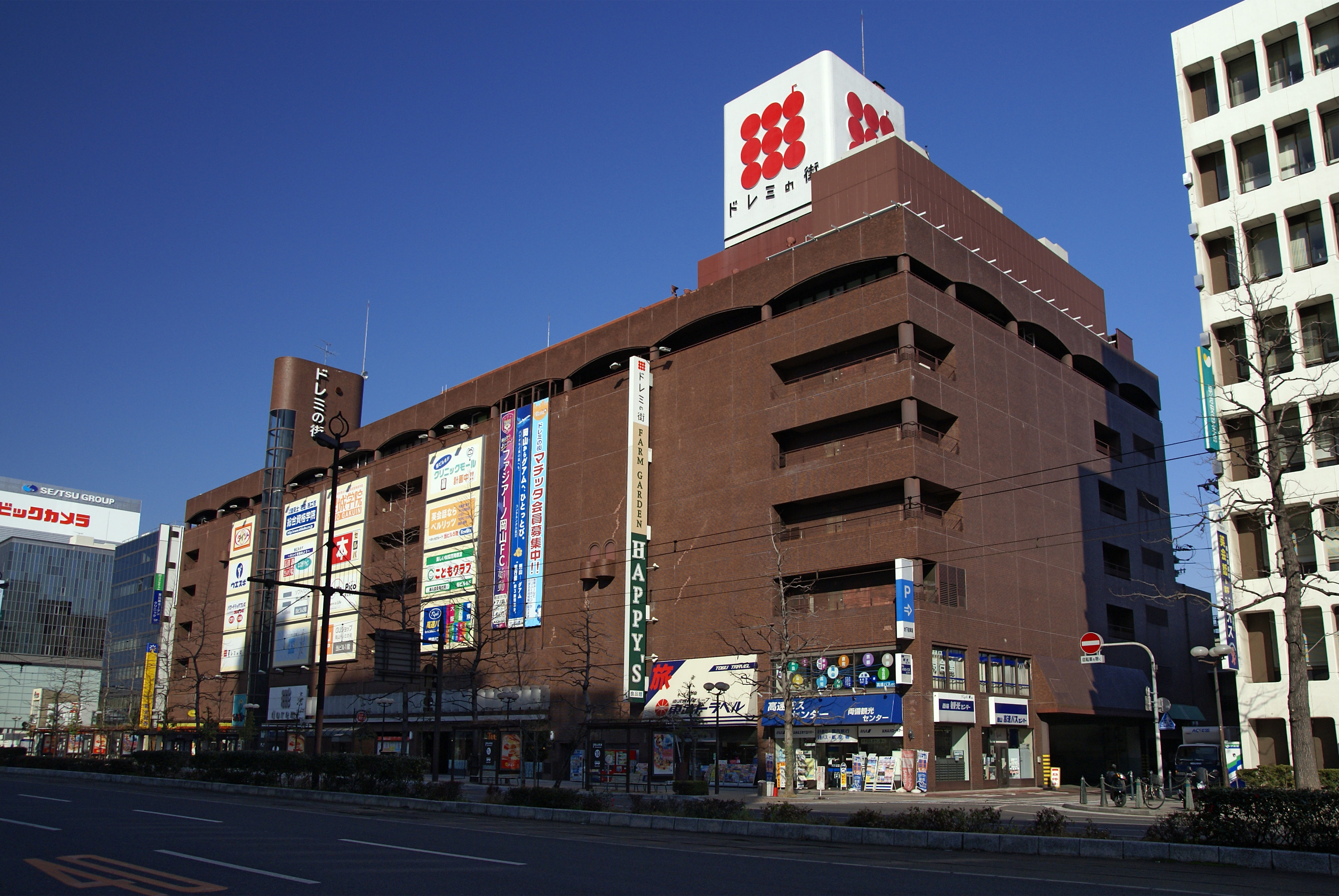
ドレミの街時代の概観

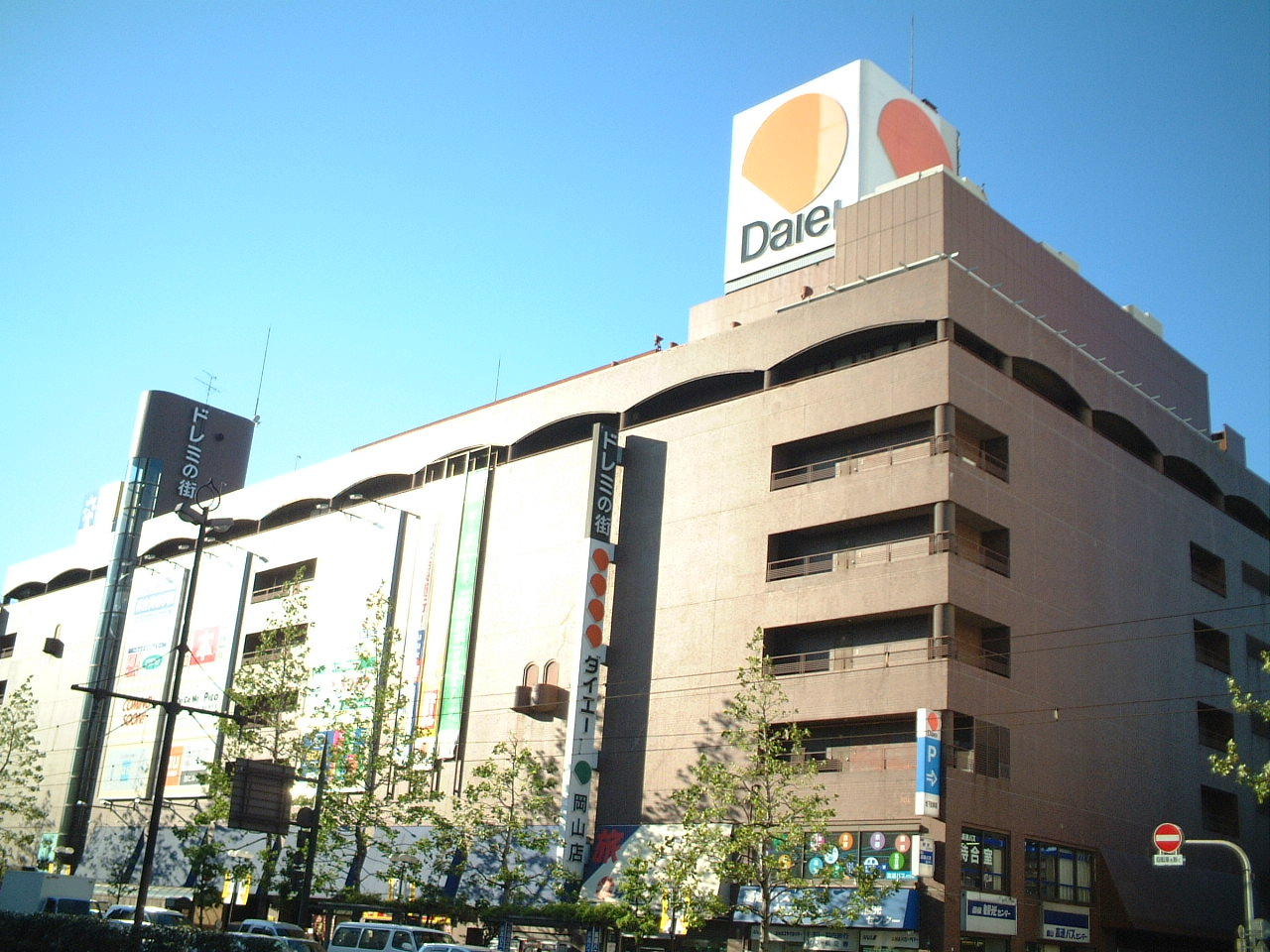
旧ダイエー岡山店時代の外観※2005年に閉店

ICOTNICOT（イコットニコット）は、岡山県岡山市北区駅前町にある複合商業施設。
本記事では前身施設であるドレミの街（ドレミのまち）についても記述する。

## 概要
岡山駅前中筋商店街の一角を含む岡山駅前再開発事業の中の第6ブロックとして建設された再開発ビルで、開業時にはダイエーが核店舗として出店していた。ダイエー時代の店番号は0321。
規模は地上7階、地下2階で、敷地面積4,371 m2、建築面積3,966 m2、延床面積33,059 m2である。このうち、売り場として営業しているのは地下1階から7階であり、地下2階は50台の駐車場になっている。地下1階は岡山一番街への連絡通路に通じているが、この連絡通路には急なスロープの上り下りがある。
2005年（平成17年）11月30日にダイエー岡山店が撤退し、その行く末が危ぶまれたが、2006年（平成18年）3月に天満屋ストアなどが出店して新装開店した。
その際には6階にクリニックモールも開設された。
また、2008年（平成20年）にビルの所有権の大半（敷地の約84%、床面積の約95%）をエディオンが取得したが、2015年（平成27年）3月31日付で今度は成通グループに売却された。
2016年（平成28年）9月30日をもって耐震補強および全面リニューアルに伴い、一部の店舗を除いて休館した。なお、天満屋ハピーズなどは8月24日に先行して閉店した。開業40周年を迎える2018年（平成30年）春に再びオープン予定と報じられ、2018年12月7日にICOTNICOTとしてリニューアルオープン。
地下1階の一番街連絡通路を使用すれば、雨の日でも濡れずに
- 成通岡山ビル（旧岡山会館ビル。ビックカメラ岡山駅前店やダイワロイネットホテル岡山駅前などが入居）
- 岡山一番街
- 岡山駅
- 岡山髙島屋
- 第一セントラルビル1号館
- 第一セントラルビル2号館（ドン・キホーテ岡山駅前店がメインのテナントとして入居）
- 三井住友信託銀行
- ホテルグランヴィア岡山
- ターミナルスクエア
- 三井ガーデンホテル
- イオンモール岡山

に地下経由で行くことができる。

## 歴史
- 1978年（昭和53年）11月3日 - 核テナントのダイエーを中心として開店[2]。
- 2005年（平成17年）11月30日 - 核テナントのダイエーが撤退[9]（同時に、下関店を除く中国地方のダイエー全店が撤退した）。
- 2006年（平成18年）
  - 3月3日 - 複数の医療機関を集めたクリニックモールの一部が先行開業[11]。
  - 3月17日 - 地下の食料品売り場には天満屋ハピーズが入居し、新装開業[5]。
- 2008年（平成20年） - ビルの所有権の大半（敷地の約84%、床面積の約95%）をエディオンが取得[3]。
- 2015年（平成27年）3月31日 - ビルの所有権の大半（敷地の約84%、床面積の約95%を）を成通グループが取得[3]。
- 2016年（平成28年）
  - 8月24日 - 天満屋ハピーズなどが耐震補強およびリニューアルに伴い先に閉店。
  - 9月30日 - 耐震補強および全面リニューアルに伴い、成通グループが所有権取得した範囲内にあるすべての商業施設が休業。それ以外の商業施設は撤退またはそのまま営業している[8]。
- 2018年（平成30年）12月7日 - 「ICOTNICOT」としてリニューアルオープン[13]。

## 主なテナント

### ICOTNICOT時代

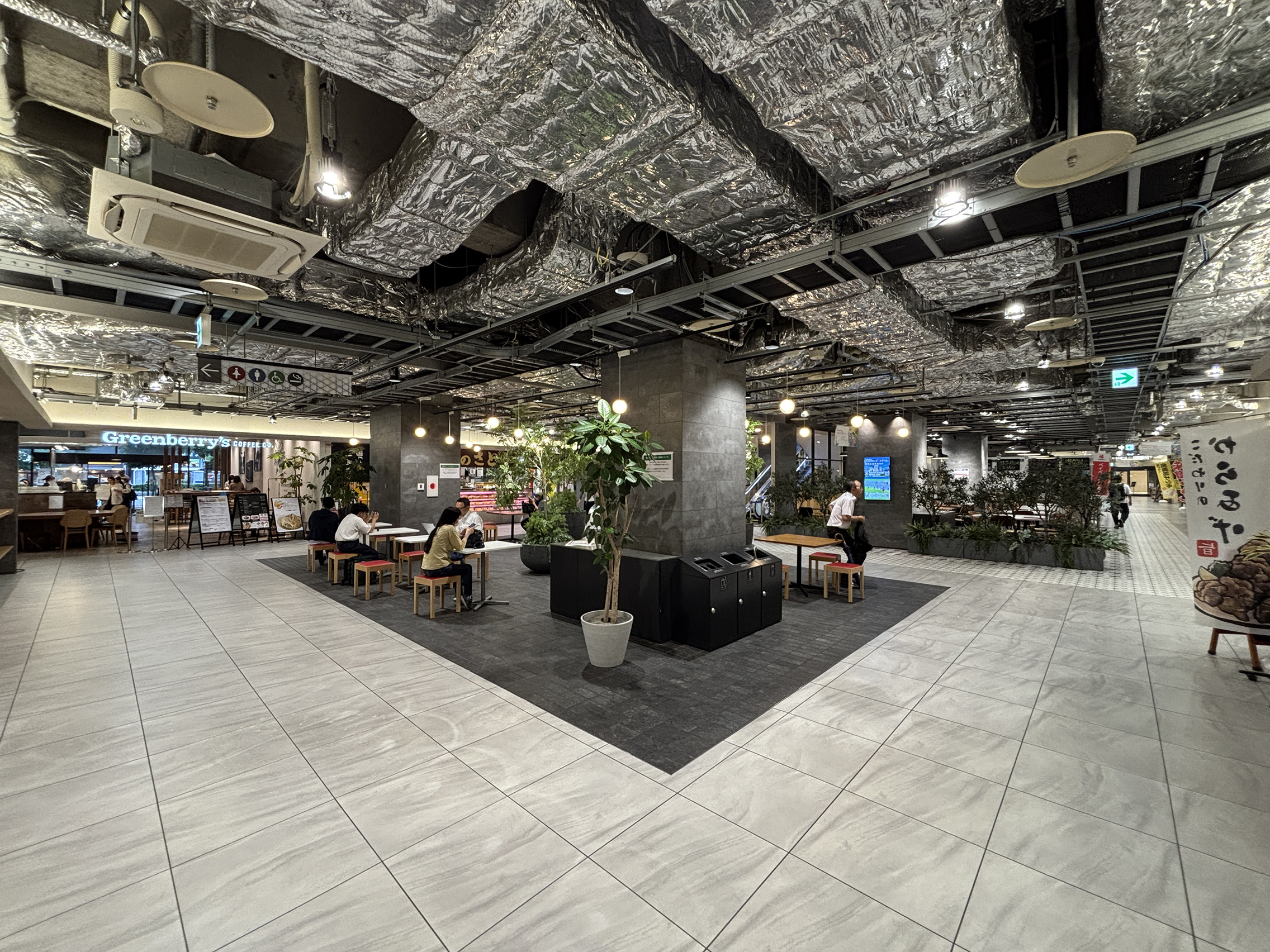
ICOTNICOT1階

※その他のテナントについてはICOTNICOT公式ウェブサイトのフロアガイドを参照
- 天満屋ハピーズ（地下1階）[15][16]
- コミックバスター（地下1階、24時間営業）[17]
- ミスタードーナツ（1階）
- TSUTAYA BOOK STORE（2階）[13]
- H.I.S（2階）
- ザ・ダイソー（3階）[18]
- ファジアーノ岡山スクール（5階）[19]
- ホテルアベストグランデ岡山（6-7階）[18]

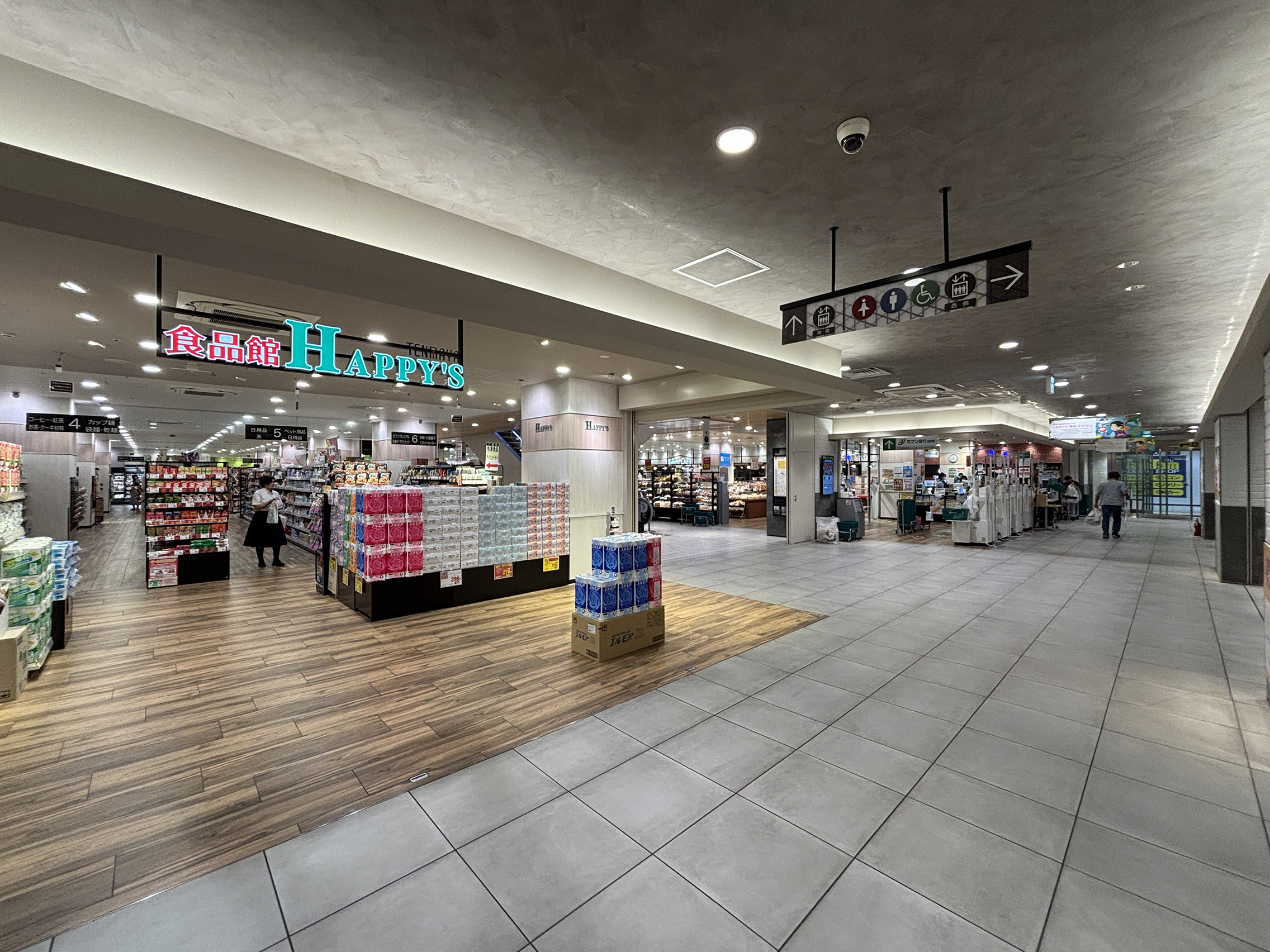
天満屋ハピーズ（地下1階）
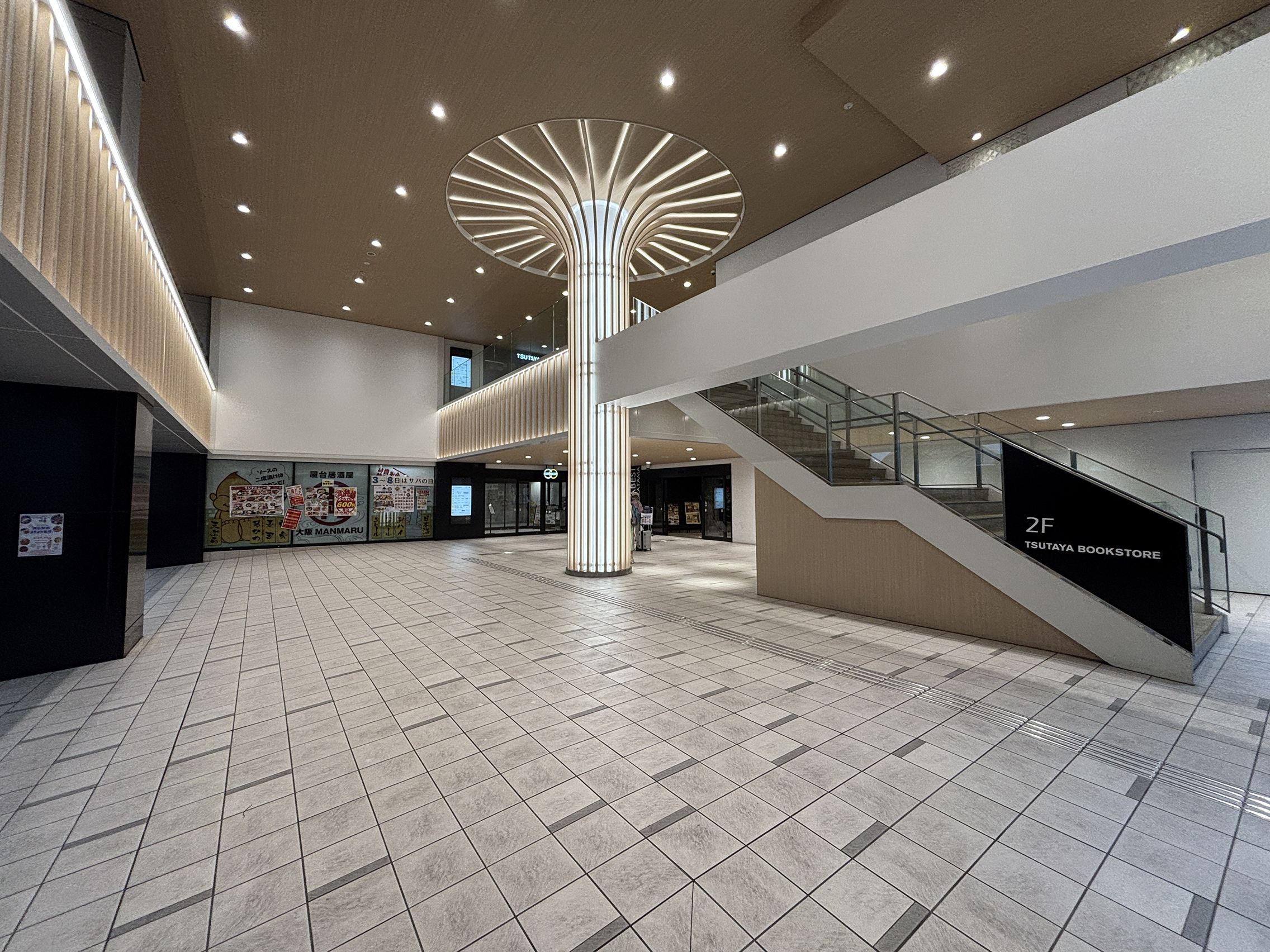
岡山駅前商店街出入口
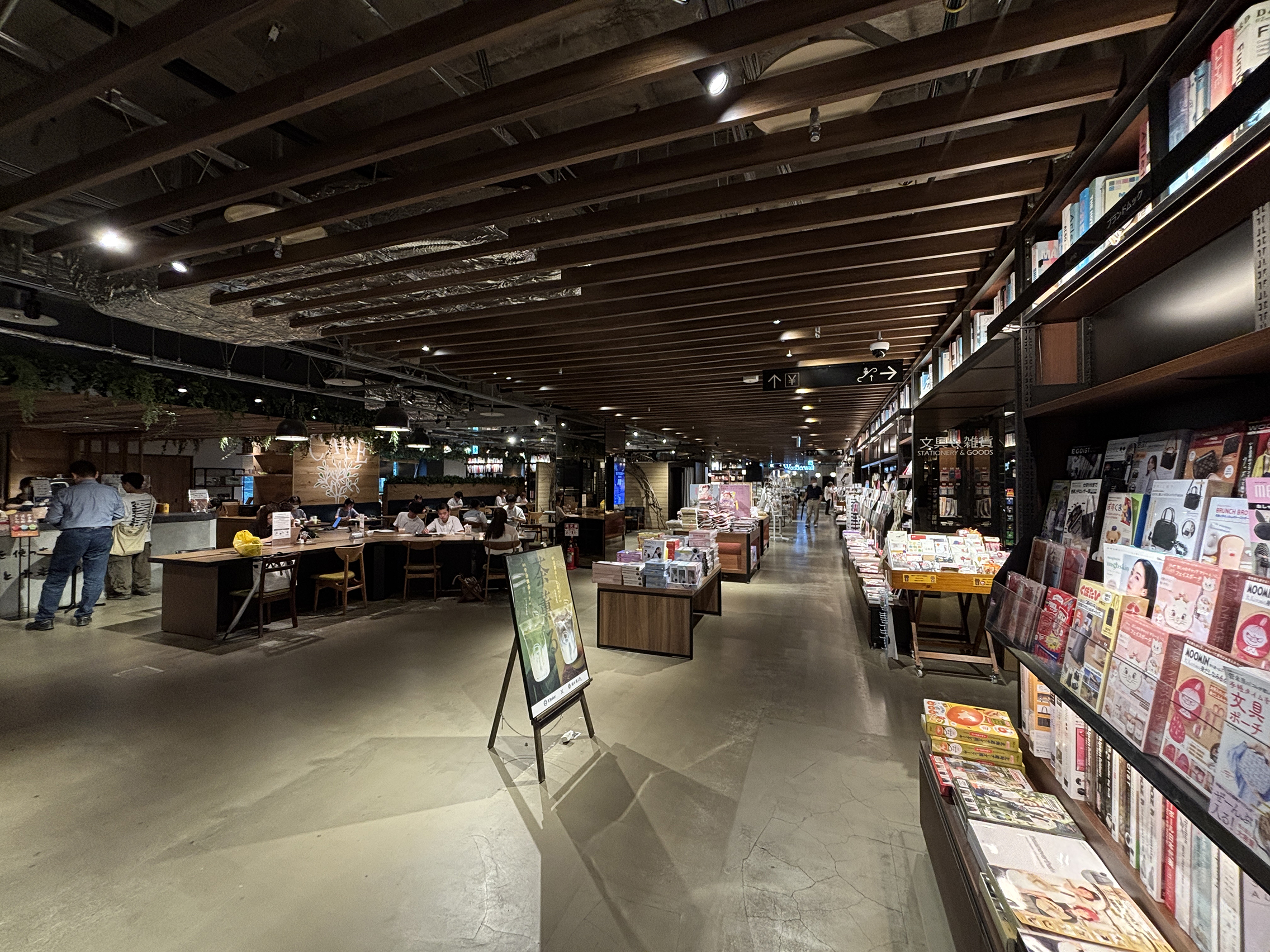
2階TSUTAYA
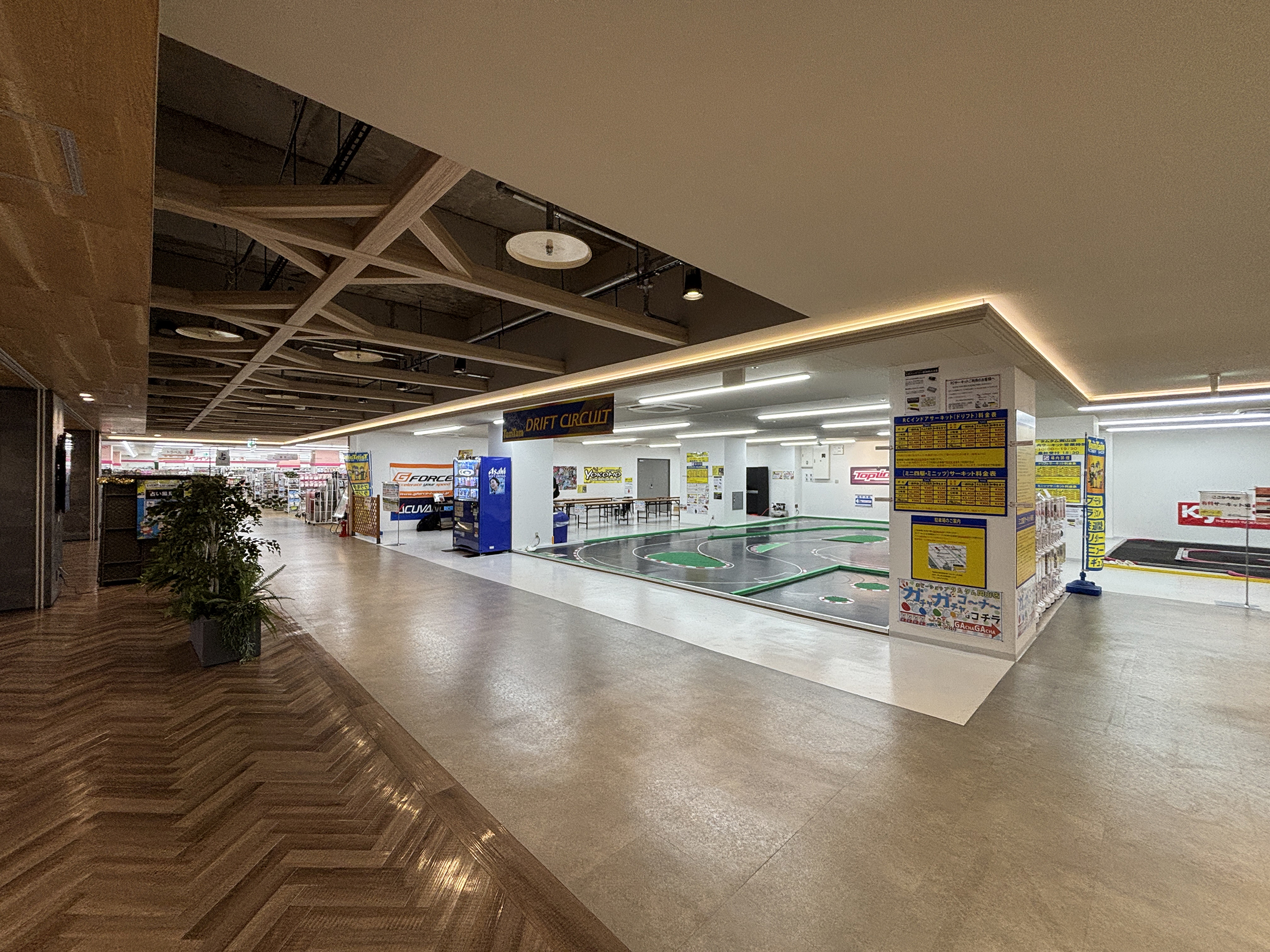
3階
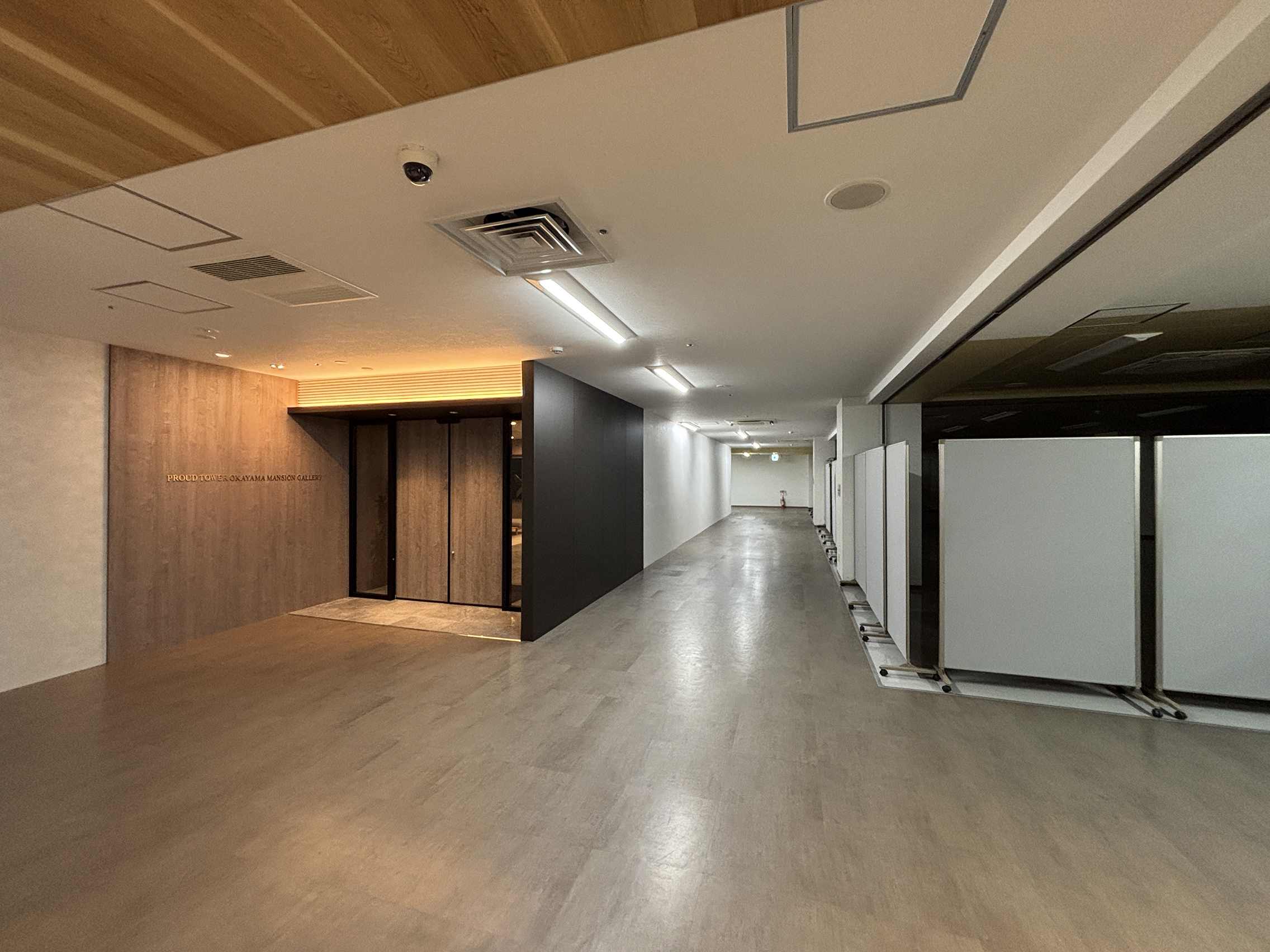
4階
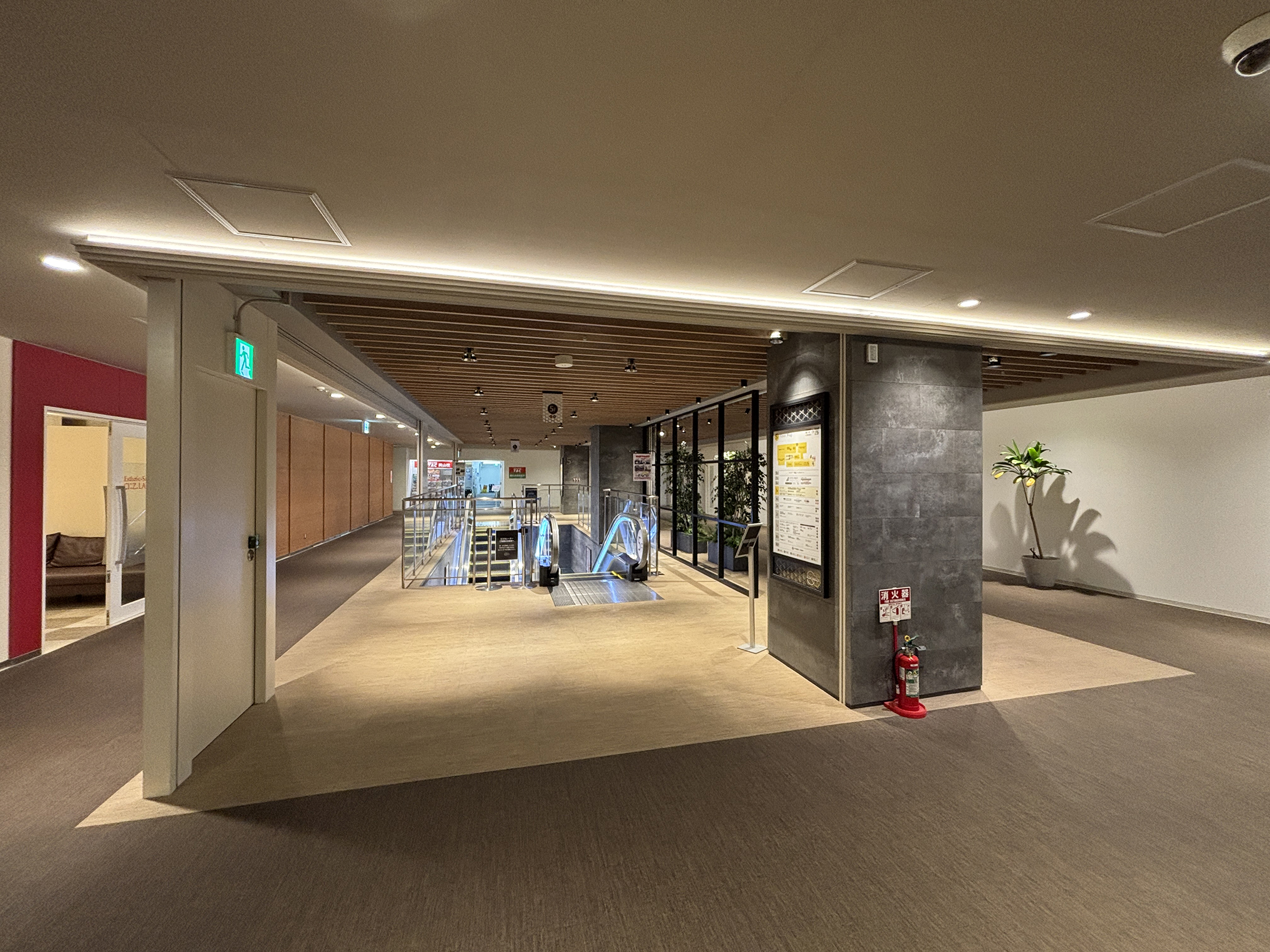
5階

### ドレミの街時代
※その他のテナントについてはドレミの街公式ウェブサイトのフロアガイドを参照
- 天満屋ハピーズ[1]（地下1階）（上記の通り改装後も入居）
- 近畿日本ツーリスト中国四国（1階）
- ウエスギ（4階）（クレド岡山に移転）
- 本の森セルバ（5階）（岡山高島屋横のセントラルビルに移転）
- ザ・ダイソー（5階）（改装後は店舗面積が大きくなる。岡山ジョイポリス店が閉店した代わりの移転先店舗として利用されることがジョイポリス店に表示してあった。）
- ベルリッツ岡山校（5階）